# Puchar Świata w Kolarstwie Szosowym 1992
Puchar Świata w kolarstwie szosowym w sezonie 1992 to czwarta edycja tej imprezy. Organizowany przez UCI, obejmował dwanaście wyścigów, z których jedenaście odbyło się w Europie, a jeden w Ameryce Północnej. Pierwszy wyścig – Mediolan-San Remo – odbył się 21 marca, a ostatni – Grand Prix des Nations – 24 października.
Trofeum sprzed roku bronił Włoch Maurizio Fondriest. Tym razem w klasyfikacji generalnej zwyciężył Niemiec Olaf Ludwig. Najlepszym teamem ponownie okazał się holenderski Panasonic-Sportlife.

## Kalendarz
| Data  | Wyścig                   | Zwycięzca               | Drugi              | Trzeci                |
| ----- | ------------------------ | ----------------------- | ------------------ | --------------------- |
| 21.03 | Mediolan-San Remo        | Sean Kelly              | Moreno Argentin    | Johan Museeuw         |
| 05.04 | Ronde van Vlaanderen     | Jacky Durand            | Thomas Wegmüller   | Edwig Van Hooydonck   |
| 12.04 | Paryż-Roubaix            | Gilbert Duclos-Lassalle | Olaf Ludwig        | Johan Capiot          |
| 19.04 | Liège-Bastogne-Liège     | Dirk De Wolf            | Steven Rooks       | Jean-François Bernard |
| 25.04 | Amstel Gold Race         | Olaf Ludwig             | Johan Museeuw      | Dmitrij Konyszew      |
| 08.08 | Clásica de San Sebastián | Raúl Alcalá             | Claudio Chiappucci | Eddy Bouwmans         |
| 16.08 | Wincanton Classic        | Massimo Ghirotto        | Laurent Jalabert   | Bruno Cenghialta      |
| 23.08 | Mistrzostwa Zurychu      | Wiaczesław Jekimow      | Lance Armstrong    | Jan Nevens            |
| 04.10 | Grand Prix Téléglobe     | Federico Echave         | Davide Cassani     | Luc Leblanc           |
| 11.10 | Paryż-Tours              | Hendrik Redant          | Christian Henn     | Olaf Ludwig           |
| 17.10 | Giro di Lombardia        | Tony Rominger           | Claudio Chiappucci | Davide Cassani        |
| 24.10 | Grand Prix des Nations   | Johan Bruyneel          | Tony Rominger      | Wiaczesław Jekimow    |

## Klasyfikacja indywidualna
| Lp. | Zawodnik                | Team                     | Punkty |
| --- | ----------------------- | ------------------------ | ------ |
| 1.  | Olaf Ludwig             | Panasonic-Sportlife      | 144    |
| 2.  | Tony Rominger           | CLAS – Cajastur          | 118    |
| 3.  | Davide Cassani          | Ariostea                 | 108    |
| 4.  | Raúl Alcalá             | PDM                      | 92     |
| 5.  | Laurent Jalabert        | Once                     | 91     |
| 6.  | Wiaczesław Jekimow      | Panasonic-Sportlife      | 90     |
| 6.  | Claudio Chiappucci      | Carrera Jeans – Vagabond | 90     |
| 8.  | Johan Museeuw           | Lotto-Belgacom           | 74     |
| 9.  | Jacky Durand            | Castorama                | 66     |
| 10. | Gilbert Duclos-Lassalle | Z                        | 64     |

## Klasyfikacja drużynowa
| Lp. | Team                  | Punkty |
| --- | --------------------- | ------ |
| 1.  | Panasonic-Sportlife   | 68     |
| 2.  | Buckler-Colnago-Decca | 67     |
| 3.  | Ariostea              | 61     |
| 4.  | Tulip Computers       | 57     |
| 5.  | PDM-Concorde          | 46     |